# 皇學館大学の人物一覧
皇學館大学の人物一覧は皇學館大学に関係する人物の一覧記事。

## 創立者
- 久邇宮朝彦親王

## 神宮皇學館・神宮皇學館大學

### 総裁
- 賀陽宮邦憲王 （1896年3月 - 1903年8月）　- 神宮祭主

### 歴代館長・学長
神宮皇學館長
- 中田正朔 （1887年4月 - 1890年8月）　- 神宮禰宜
- 鹿島則文 （1892年3月 - 1898年6月）　- 神宮大宮司
- 冷泉為紀 （1898年6月 - 1903年8月）　- 神宮大宮司
- 武田千代三郎 （1913年9月6日 - 1918年4月18日）　- 青森県知事
- （事務取扱）今井清彦（1918年4月18日 - 1918年5月3日） - 伏見稲荷大社宮司
- 松浦寅三郎 （1918年5月3日 - 1918年9月26日）　- 第五高等学校校長
- （事務取扱）今井清彦（1918年9月26日 - 1919年6月21日）
- （兼）上田萬年 （1919年6月21日 - 1926年3月31日）　- 東京帝国大学教授
- 森田実（1926年3月31日 - 1930年8月27日）
- 平田貫一（1930年8月27日 - 1940年4月24日）
- 山田孝雄 （1940年4月24日 - 1945年8月17日）　- 東北帝国大学教授
- （事務取扱）小松泰馬（1945年8月17日 - 1946年3月30日）

### 主な出身者
- 安藤正次　本科7（台北帝国大学総長・東洋大学教授・法政大学教授）
- 太田亮　本科19（立命館大学教授・近畿大学教授・専修大学教授）
- 原田敏明　本科28（神宮皇學館教授・熊本大学教授・東海大学名誉教授）
- 小島鉦作　本科32（成蹊大学名誉教授・立正大学教授）
- 篠田康雄　本科39（神社本庁事務総長・熱田神宮名誉宮司・皇學館大学総長）
- 坂村真民　本科40（詩人・新田高等学校教諭）
- 櫻井勝之進　本科40（神宮禰宜・神社本庁総長・皇學館大学理事長）
- 木本正次　本科42（小説家・毎日新聞編集委員）
- 足立巻一　本科47（詩人・小説家・大阪芸術大学教授）
- 岡野弘彦　普通科11（歌人・國學院大學栃木短期大学学長・國學院大學名誉教授）
- 大野俊康　予科2学部4（本渡諏訪神社名誉宮司・熊本県神社庁長・元靖國神社宮司）
- 西宮一民　予科3（皇學館大学学長・皇學館大学名誉教授）
- 上杉千郷　専門部2（鎮西大社諏訪神社宮司・学校法人皇學館理事長・学校法人皇學館常任顧問）
- 新野直吉　専門部3（秋田大学学長・秋田大学名誉教授・秋田県立博物館名誉館長）
- 秦真次　研究科（陸軍中将）
- 小林計一郎（信州短期大学教授・長野工業高等専門学校教授）
- 真弓常忠（八坂神社宮司・住吉大社名誉宮司・皇學館大学名誉教授）
- 福武枯木（福頼神社社家、俳人・作詞家）

## 皇學館大学

### 歴代総長
- 第1代：吉田茂　1962年4月 - 1967年10月　内閣総理大臣（第45・48-51代）
- 第2代：岸信介　1968年4月 - 1987年8月　内閣総理大臣（第56・57代）
- 第3代：篠田康雄　1990年9月 -1996年2月　熱田神宮宮司・神社本庁事務総長

### 歴代理事長
- 第1代：長谷外余男　1962年4月 - 1963年10月　多賀大社宮司・橿原神宮宮司・熱田神宮名誉宮司
- 第2代：井野碩哉　1964年6月 - 1980年5月　元法務大臣・元衆議院議員（1期）・元参議院議員（3期）
- 第3代：浜地文平　1980年6月 - 1982年8月　第10代大湊町長・元衆議院議員（8期）・元運輸事務次官
- 第4代：篠田康雄　1982年8月 - 1990年8月
- 第5代：櫻井勝之進　1990年8月 - 1998年8月
- 第6代：岡田重精　1998年8月 - 2001年8月　皇學館大学名誉教授・学校法人皇學館顧問
- 第7代：上杉千郷　2001年8月 - 2008年8月

### 学事顧問
- 新村出 - 京都大学名誉教授
- 平泉澄 - 平泉寺白山神社名誉宮司、東京帝国大学教授
- 大石義雄 - 京都大学名誉教授・大阪大学教授・京都産業大学教授
- 井上孚麿 - 台北帝国大学教授・亜細亜大学教授・法政大学教授
- 大倉邦彦 - 大倉精神文化研究所所長・東洋大学学長
- 岡田重精 -
- 田中卓 - 皇學館大学名誉教授・元大阪社会事業短期大学教授

### 現職教員

#### 文学部

##### 神道学科
- 松本丘　　　教授 - 神道史、神道思想史
- 橋本雅之　　教授 - 日本古代文学、国文学、神話学

##### 国文学科
- 大島信生　　教授 - 上代文学、国語学
- 上小倉一志　教授 - 書道
- 齋藤平　　　教授 - 日本語学
- 田中康二　　教授 - 日本近世文学、国学
- 深津睦夫　　特別教授 - 日本中世文学
- 岡野裕行　　准教授 - 図書館情報学、日本近現代文学

##### 国史学科
- 遠藤慶太　　教授 - 日本古代史
- 岡野友彦　　教授 - 日本中世史、荘園史、古文書学
- 松浦光修　　教授 - 日本思想史
- 谷口裕信　　教授 - 日本近代史、地方行政史

##### コミュニケーション学科
- 豊住誠　　　教授 - 英語教育学

#### 教育学部

##### 教育学科
- 渡邉毅　　　教授 - 道徳教育、修身

#### 現代日本社会学部

##### 現代日本社会学科
- 新田均　　　教授 - 政治制度、政教関係、政治文化評論
- 村上政俊　　准教授 - 政治学、国際関係論

#### 文学研究科

##### 神道学専攻
- 河野訓　　　教授 - 宗教学、仏教学
- 新田均　　　教授 - 政治制度、政教関係、政治文化評論
- 橋本雅之　　教授 - 日本古代文学
- 松本丘　　　教授 - 神道史、神道思想史

##### 国文学専攻
- 大島信生　　教授 - 上代文学、国語学
- 齋藤平　　　教授 - 日本語学
- 田中康二　　教授 - 日本近世文学、国学

##### 国史学専攻
- 遠藤慶太　　教授 - 日本古代史
- 岡野友彦　　教授 - 日本中世史、荘園史
- 松浦光修　　教授 - 日本思想史
- 谷口裕信　　教授 - 日本近代史、地方行政史

#### 専攻科

##### 神道学専攻科
- 上小倉一志　教授 - 書道
- 新田均　　　教授 - 政教関係、近代神道、教育問題
- 松本丘　　　教授 - 神道史、神道思想史
- 橋本雅之　　教授 - 日本古代文学、国文学、神話学

#### 研究開発推進センター
- 松本丘　　　教授 - 神道史、神道思想史

##### 史料編纂所
- 荊木美行　　教授 - 日本古代史

##### 佐川記念神道博物館
- 松本丘　　　教授 - 神道史、神道思想史

### 特別招聘教授
- 小笠原清忠　特別招聘教授 -弓馬術礼法小笠原流三十一世宗家
- 菅野覚明　　特別招聘教授 -元皇學館大学教授
- 櫻井治男　　特別招聘教授 -皇學館大学名誉教授
- 須田寬　　　特別招聘教授 -東海旅客鉄道株式会社相談役
- 東儀秀樹　　特別招聘教授 -雅楽師
- 所功　　　　特別招聘教授 -京都産業大学名誉教授、モラロジー研究所教授

### 元教員
- 西内雅（在任1962-1964）　教授 - 日本思想史
- 久保田収（在任1962-1976）　教授 - 神道史
- 野口恒樹（在任1962-1978）　教授 - 哲学
- 三木正太郎（在任1962-1980）　教授 - 日本思想史
- 鎌田純一（在任1962-1989） 教授 - 神道史、宮内庁侍従職御用掛
- 芳賀檀（在任1963-1971）　兼任教授 - 独文学
- 千田憲（在任1963-1974）　兼任教授 - 上代文学
- 荒川久寿男（在任1964-1986） 教授 - 日本思想史
- 澤瀉久孝（在任1965-1968）　兼任教授 - 上代文学、京都大学名誉教授
- 重松信弘（在任1966-1977）　教授 - 日本文学
- 所功（在任1966-1975）　助教授 - 日本法制史、モラロジー研究所教授
- 佐中壮（在任1967-1974）　教授 - 東洋史
- 安江和宣（在任1967-2014）教授 - 神道祭祀、有職故実、現名誉教授
- 渡辺寛（在任1969-2010）　教授 - 日本古代史、現名誉教授
- 野間光辰（在任1973-1983）　教授 - 日本近世文学、京都大学名誉教授
- 真弓常忠（在任1975-1993）　教授 - 神道学
- 吉岡勲（在任1976-1979） 助教授 - 岐阜県地域史
- 新谷崇一（在任1976-1980） 専任講師 - スポーツ社会学、福島大学特任教授
- 西山正容（在任1976-2007）　教授 - 英文学
- 萩吉康（在任1976-2011）　教授 - 子ども家庭、福祉
- 惠良宏（在任1977-2006）　教授 - 日本中世史、現名誉教授
- 岡田登（在任1978-2017）　教授 - 日本考古学、日本古代史、神宮史、現名誉教授
- 米川直樹（在任1980-1990） 助教授 - スポーツ心理学、三重大学教授
- 矢野由起（在任1980-1993） 助教授 - 家庭科教育、滋賀大学教授
- 荒木見悟（在任1983-1987） 教授 - 中国哲学
- 清水孝之（在任1983-1988） 教授 - 日本文学
- 清水正教（在任1984-2006） 教授 - 画家、美術教育、現名誉教授
- 本澤雅史（在任1984-2012） 教授 - 神道史、神道祭祀
- 島原泰雄（在任1986-2010）　教授 - 日本近世文学
- 井後政晏（在任1987-2013）　教授 - 神道史、現名誉教授
- 村瀬信一（在任1989-1997）　助教授 - 日本近代政治史、文部科学省教科書調査官
- 山口宗之（在任1990-1992）　教授 - 幕末政治思想史、九州大学名誉教授
- 奥野純一（在任1991-2009） 教授 - 日本中世文学、国語教育
- 水地宗明（在任1994-1999） 教授 - ギリシア哲学、滋賀大学名誉教授
- 髙倉一紀（在任1995-2017） 教授 - 近世学芸史、書誌学、図書館学
- 宮城洋一郎（在任1997-2013）教授 - 社会福祉学、社会事業史、仏教社会福祉学
- 平野孝國（在任1998-2002） 教授 - 神道学、新潟大学名誉教授
- 高島昌二（在任1998-2007）　教授 - 国際社会福祉論、福祉政策論、現名誉教授
- 山中優（在任1998-2014） 教授 - 政治哲学、政治思想、経済思想
- 秋本守英（在任2000-2004） 教授 - 日本中世文学、龍谷大学名誉教授
- 上久保達夫（在任2000-2014） 教授 - 社会学、教育学、文化人類学
- 上横手雅敬（在任2001-2007）　特任教授 - 日本史、日本中世史（政治史・文化史）、京都大学名誉教授
- 川添裕（在任2002-2010）　教授 - 日本文化史、芸能史、メディア論、横浜国立大学教授・見世物文化研究所代表
- 織田揮準（在任2003-2010）　特任教授 - 教育心理学、教育工学、三重大学名誉教授
- 薗田稔　（在任2004-2010）　特任教授 - 宗教学、神道文化論、秩父神社宮司・京都大学名誉教授
- 大串兎紀夫（在任2005-2010）　教授 - 生涯学習論
- 森真一（在任2006-2014）　教授 - 知識社会学、理論社会学、現代社会論、追手門学院大学教授
- 植芝守央（在任2010-2018）　特別招聘教授 - 武道家、(財)合気道理事長
- 中川照将（在任2005-2020）　教授 - 中古文学、中央大学文学部教授
- 富永健（在任1990-2024）　教授‐憲法学、国体法

### 主な出身者
- 伴五十嗣郎 1967卒 - 神道学者、皇學館大学名誉教授
- 花谷幸比古 1972卒 - 神職、鶴見神社宮司・大宮神社宮司、学校法人森之宮医療学園理事
- 平泉隆房 1976卒 - 神道学者、神職、平泉寺白山神社宮司、金沢工業大学教授
- 足立尚計 1983卒 - 歌人、神職、氣比神社宮司、歴史学者、福井市立郷土歴史博物館館長
- 三遊亭栄楽 1984卒 - 落語家、皇學館大学非常勤講師
- 三遊亭栄豊満 - 落語家
- 濱田浩一郎 2006卒 - 歴史学者、作家、タレント
- 大倉三佳 2009中退 - 元女子プロ野球選手・指導者
- 出村龍日    院文 - 神道学者、八大龍王神八江聖団2代総裁
- 芝博一       文 - 前参議院議員（立憲民主党・民友会）、椿大神社椿会館館長
- 山本啓介    文 - 参議院議員
- 山野本竜規 専- フリーアナウンサー（元・琉球放送）
- 松本美夕妃 文 - タレント（元オフィス ブレス ユー所属）
- 小堀邦夫    院文 - 神職、靖國神社宮司、元神宮禰宜
- 井後政晏　 院文 - 神道学者 皇學館大学文学部 元教授、同大学名誉教授
- 櫻井治男 　院文 - 宗教学者 皇學館大学文学部 元教授、同大学名誉教授
- 清水潔　 　院文 - 歴史学者 皇學館大学文学部 元学長、同大学元教授
- 白山芳太郎 院文 - 神道学者 皇學館大学文学部 元教授、同大学名誉教授
- 半田美永 　院文 - 国文学者 皇學館大学 元教授、同大学名誉教授
- 齋藤平　 　院文 - 国語学者 皇學館大学文学部 教授
- 大島信生 　院文 - 国文学者 皇學館大学文学部 教授
- 松浦光修 　院文 - 歴史学者 皇學館大学文学部 教授
- 遠藤慶太 　院文 - 歴史学者 皇學館大学文学部 教授
- 渡邉毅　 　文　 - 教育学者 皇學館大学教育学部 教授
- 橋本雅之 　院文 - 国文学者 皇學館大学文学部 教授
- 村田怜音  - プロ野球選手